# Operatie Toothpaste
Operatie Tandpasta (Engels: Operation Toothpaste) was een geheime militaire operatie van het Alsos-team tijdens de Tweede Wereldoorlog waarbij men ontdekte dat ladingen thorium werd verscheept naar nazi-Duitsland en men vermoedde dat dit met het Duits atoomprogramma te maken had.

## Achtergrond
Gedurende het onderzoek in Parijs werd door Alsos in het bureau van de Duitse chemicus Peterson ontdekt dat er een grote hoeveelheid thorium was verscheept naar Duitsland. Thorium werd in het kernonderzoek gebruikt en vooral de grote hoeveelheden wekte bij het Alsos-team de nodige argwaan. Peterson werd in september 1944 in een Belgisch-Duits grensgebied door het Alsos-team gevangengenomen. Na ondervraging bleek dat Peterson het chemisch element thorium niet wilde gebruiken voor kernonderzoek, maar dat hij na de oorlog in de cosmetica-industrie wilde gaan werken en daar een grote hoeveelheid thorium voor nodig had. De aanvankelijke hoop van Alsos om nu eindelijk informatie te vinden werd de bodem ingeslagen.